# Syzeton joveri
Syzeton joveri es una especie de coleóptero de la familia Aderidae.

## Distribución geográfica
Habita en Costa de Marfil.